# Sturmgeschütz-Brigade 667
De Sturmgeschütz-Abteilung 667 / Sturmgeschütz-Brigade 667 / Heeres-Sturmartillerie-Brigade 667 was tijdens de Tweede Wereldoorlog een Duitse Sturmgeschütz-eenheid van de Wehrmacht ter grootte van een afdeling, uitgerust met gemechaniseerd geschut. Deze eenheid was een zogenaamde Heerestruppe, d.w.z. niet direct toegewezen aan een divisie, maar ressorterend onder een hoger commando, zoals een legerkorps of leger.
Deze Sturmgeschütz-eenheid kwam in actie aan het oostfront en werd daar in de zomer van 1944 vernietigd. Na heroprichting volgde inzet aan het westfront, o.a in Noord-Brabant.

## Krijgsgeschiedenis

### Sturmgeschütz-Abteilung 667
Sturmgeschütz-Abteilung 667 werd opgericht in Jüterbog op 24 juni 1942 uit de Sturmgeschütz-Batterie 667. Al eind juli 1942 werd de Abteilung op de trein geladen en naar het oostfront gebracht, bij Heeresgruppe Mitte. Hier kwam de Abteilung bij de 5e Pantserdivisie in actie bij Vjazma in het Chleppenbruggenhoofd. In de zich nu vormende Rzjev-saillant werd de Abteilung nu voortdurend ingezet als „brandweer“ bij voorkomende crises gedurende bijna anderhalf jaar. Bij de ontruiming van de saillant, Operatie Büffel, trok de Abteilung pas terug uit dit gebied. Daarna volgde eind maart 1943 inzet ten noorden van Spas Demensk bij de 98e Infanteriedivisie, waarbij grote aantallen Sovjettanks werden uitgeschakeld. Daarna volgde inzet bij Jelnja, Roslavl en Krichev. In de herfst van 1943 volgde een verplaatsing naar Mogilev. Tot de zomer 1944 bleven de frontsectors bij Mogilev, Smolensk, Vitebsk en Nevel het actiegebied.
Op 14 februari 1944 werd de Abteilung omgedoopt in Sturmgeschütz-Brigade 667.

### Sturmgeschütz-Brigade 667
De omdoping in Sturmgeschütz-Brigade betekende echter geen organisatorische verandering, de samenstelling bleef gelijk.
Op 10 juni 1944 werd de brigade omgedoopt in Heeres-Sturmartillerie-Brigade 667.

### Heeres-Sturmartillerie-Brigade 667
Hiervoor kreeg de brigade een 4e Batterij (Grenadier-Begleit- Batterie) en een 5e en 6e Batterij (Panzer-Begleit-Batterie met elk 14x Panzer II). De veterane 3e Batterij werd uitgewisseld voor een nieuwe uit Duitsland. Op 23 juni 1944, bij het begin van Operatie Bagration, was de brigade onderdeel van het 27e Legerkorps bij Orsja. Tezamen met dit korps werd de brigade vernietigd in de pocket rond Minsk, eind juni, begin juli 1944.

### Heroprichting
De restanten van de brigade werden naar Oefenterrein Posen gebracht voor een heroprichting, waarschijnlijk rond 15 augustus 1944. In augustus  werden ook de resten van Sturmgeschütz-Brigade 245 opgenomen. Bij de heroprichting werd wel de 4e Batterij vervangen, maar niet meer de 5e en 6e Batterij. Nadat de training compleet was, werd de brigade op transport gezet naar Noord-Brabant, waar deze vanaf 16 oktober in actie kwam tegen de oprukkende Britse troepen. Begin november werd de brigade geëvacueerd over het Hollandsch Diep vanuit Willemstad. Begin december 1944 was de brigade bij het 7e Leger. Voor het Ardennenoffensief was de brigade toebedeeld aan het 6e Pantserleger, maar beschikte slechts over 5 StuG’s en werd 28 december al weer teruggetrokken. Begin januari werd de brigade naar Heeresgruppe G verplaatst en voerde als onderdeel van het 39e Pantserkorps aanvallen als deel van Operatie Nordwind. In 1945 werd de brigade nog gerapporteerd in Landau bij het 1e Leger, maar niet duidelijk of dat Landau in der Pfalz of Landau an der Isar is.

### Einde
De Heeres-Sturmartillerie-Brigade 667 capituleerde waarschijnlijk in mei 1945 ergens in Zuid-Duitsland.

## Samenstelling
- Stab und Stabs-Batterie
- 1. Batterie
- 2. Batterie
- 3. Batterie
- 4. Sturmgeschütz-Begleit-Batterie, ofwel een compagnie begeleidingssoldaten,
- 5. en 6. Sturmgeschütz-Begleit-Panzer-Batterie met 14x Panzer II

De oprichting van de 4., 5. en 6. Batterie werd bevolen per bevel OKH / GenStdH / Org.Abt. Nr. I / 15350/44 g.Kdos. van 21.1.1944. 
De 4. (Stu.Gesch.Begl.)- en 5. (Stu.Gesch.Begl.Pz.) Batterie kwamen op 28 mei 1944 aan bij de 4. Armee om bij de Brigade te worden gevoegd, de 6. (Stu.Gesch.Begl.Pz.) Batterie pas op 13 juni 1944.

## Commandanten
| Rang      | Naam             | Begin            | Eind                  |
| --------- | ---------------- | ---------------- | --------------------- |
| Hauptmann | Vagades          | 24 juni 1942     | 13 december 1942 †    |
| Hauptmann | Rudolf Zettler   | 15 december 1942 |                       |
| Hauptmann | Joachim Lützow   | 22 januari 1943  |                       |
| Hauptmann | Rudolf Zettler   | 1 april 1943     |                       |
| Hauptmann | Max Wölfle       | juli 1943        |                       |
| Hauptmann | Bruno Lange      | maart 1944       |                       |
| Hauptmann | Rudolf Ullmann   | maart 1944       |                       |
| Major     | Rudolf Zettler   |                  | 2 juli 1944 (vermist) |
| Major     | Ludwig Knüppling | 15 augustus 1944 | mei 1945              |
|           |                  |                  |                       |

Hauptmann Vagedes sneuvelde tijdens Operatie Mars.